# Navadna plahtica
Navadna plahtica (znanstveno ime Alchemilla vulgaris) je zdravilna rastlina, ki je razširjena po Evropi in Grenlandiji.

## Opis
Je trajna zelnata rastlina, ki zraste do 50 cm visoko in ima dolgopecljate, nagubane liste, ki so poraščeni z mehkimi dlačicami in imajo nazobčan rob. Pritlični listi so veliki in tvorijo listno rozeto, stebelni listi pa so majhni in premenjalno nameščeni. Na vrhu stebelc so v majhna češuljasta socvetja zbrani drobni rumenkasto zeleni cvetovi. Rastlina cveti od maja do septembra po vlažnih travnikih, ob in po listnatih gozdovih ter ob vodotokih vse do nadmorske višine 2500 m.

## Zdravilne lastnosti
Od zdravilnih učinkovin vsebuje navadna plahtica predvsem čreslovine, grenčine, taninske glikozide, smole, fitosterin, olja, lecitin, palmitinsko, stearinsko in salicilno kislino.
Navadna plahtica je imela v ljudskem zdravilstvu pomembno vlogo, predvsem kot pomoč pri ženskih težavah. Tako so njene pripravke uporabljali za lajšanje belega toka, pri urejanju menstruacije in pri težavah žensk v klimakteriju. Poleg tega se navadna plahtica v zeliščarskih knjigah 16. stoletja omenja kot najboljše zdravilo pri ranah. Dokazano ima tudi protivnetno delovanje, kot adstringens pa ustavlja krvavitve. Poleg omenjenega se uporablja tudi proti driski V času cvetenja se nabirajo nadzemni deli rastline ali samo njeni listi.